# شبكرمة حادة التسنن
شبكرمة حادة التسنن (الاسم العلمي:Ampelopsis acutidentata) هي نوع من النباتات يتبع جنس الشبكرمة من فصيلة الكرمية.